# Park Ji-Sung
Park Ji-sung este un jucător sud-coreean de fotbal retras din activitate, fost căpitan al echipei naționale de fotbal a Coreei de Sud.